# Playa de La Puntica
La Playa de La Puntica  es playa más antigua de Lo Pagán en el Mar Menor. Desde finales del siglo XIX se ha estado utilizando como lugar de baño y no solo para que fondeen las embarcaciones pesqueras.
Comienza en el límite con el municipio de San Javier como continuación de la playa de El Castillico junto a la Ciudad del Aire y termina en el Instituto Oceanográfico.
Dispone de múltiples servicios, existía un restaurante sobre el agua con forma de barco que fue desmantelado en 2018.
Desde ella se organizan diversos deportes náuticos como piragüismo, vela, etc.

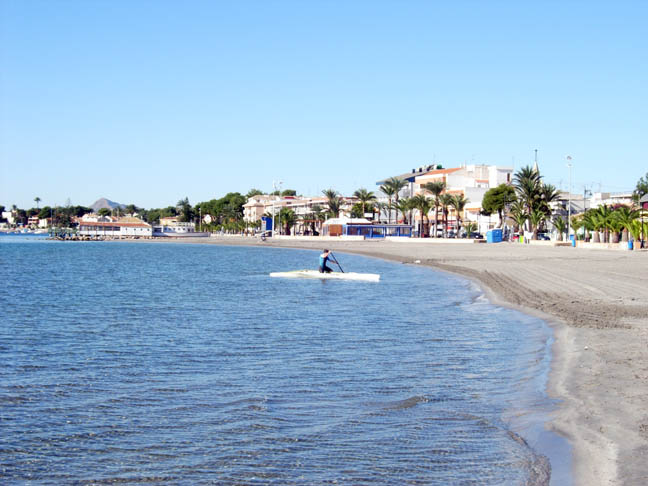
En el lado norte de la playa se encuentran las instalaciones del Club municipal de piragüismo.
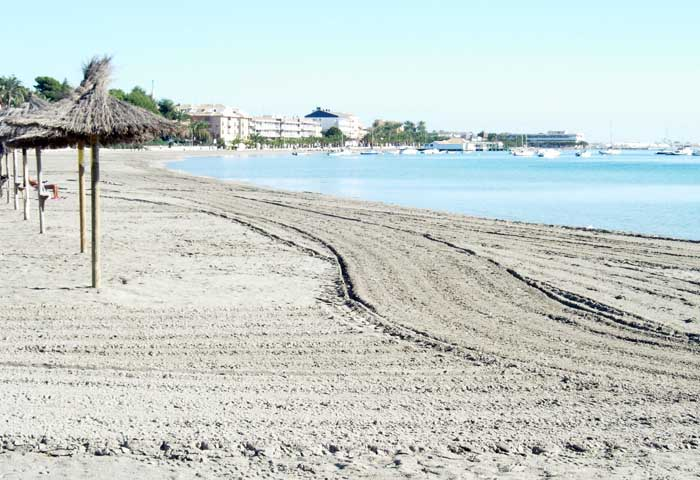
Una vista en la zona próxima a la Ciudad del Aire, a mitad de noviembre